# Almas del Silencio
Almas del Silencio é o sétimo álbum de estúdio e o quinto álbum em espanhol gravado pelo artista porto-riquenho Ricky Martin. Trata-se do seu primeiro álbum em espanhol desde Vuelve, de 1998. Foi lançado pela Sony Discos e Columbia Records em 20 de maio de 2003, incluindo em 38 países não hispânicos.

## Antecedentes e produção
O cantor planejou, inicialmente, lançar um álbum em inglês que deveria ser seu primeiro trabalho a incluir só suas composições. Em entrevista a revista Billboard, ele revelou ter mudado de ideia: "Acordei cinco meses atrás e disse 'Estamos fazendo um álbum em espanhol.' Todo mundo enlouqueceu. Eles disseram: 'Você não tem tempo; você tem que lançar um álbum em inglês por causa de problemas de tempo com sua carreira.' E tudo bem. Mas eu disse a eles: 'Em cinco meses, vocês terão um álbum incrível' [em espanhol].
A respeito da escolha do idioma, ele afirmou: "Muitos países estão lançando [este álbum] simplesmente como "o próximo álbum de Ricky Martin", ponto final. Eles me conhecem como um latino que gravou um álbum em inglês. E o próximo álbum em inglês será o próximo álbum de Ricky Martin, ponto."
Sobre o novo álbum Martin comentou: "Eu realmente precisava voltar ao foco, ao meu centro, ao começo. Tive a necessidade de procurar dentro, e realmente cavar fundo, e encontrar aquelas emoções que, por causa da adrenalina e do euforia que vivi por alguns anos, provavelmente foram sabotadas." Portanto, ele pediu aos compositores faixas que "refletem seu próprio estado de espírito, expressando seu anseio por sua terra natal, Porto Rico, e pelas coisas mais simples da vida."

## Singles
"Tal Vez" foi lançada como single principal de Almas del Silencio em 17 de março de 2003. Foi escrita pelo cantor e compositor venezuelano Franco De Vita, que escreveu Vuelve, faixa-título do último álbum em espanhol de Martin. "Tal Vez" é uma balada radical que nunca se torna enjoativa. O single estreou em primeiro lugar no US Hot Latin Songs. Foi a primeira vez que a lista teve uma estreia em primeiro lugar desde 7 de fevereiro de 1998, quando a música dos Los Temerarios "Porque Te Conoci" alcançou o feito, após  a estreia a música de Martin passou 11 semanas no topo das Hot Latin Songs. "Tal Vez" também estreou em primeiro lugar no Latin Pop Airplay (treze semanas no topo) e em quarto lugar na lista do Tropical Airplay (semanas depois alcançou o primeiro lugar). Também alcançou o número setenta e quatro na Billboard Hot 100, graças ao seu pico setenta e três no Hot 100 Airplay. "Tal Vez" liderou a parada de fim de ano da Billboard Top Latin Songs. Também alcançou o número 1 na Argentina, Chile, América Central, México e Venezuela. Martin cantou "Tal Vez" no Latin Billboard Music Awards, em 8 de maio, em Miami.
"Jaleo" foi o primeiro single internacional e o segundo single do álbum. Foi lançado em 2 de maio de 2003 internacionalmente e em julho de 2003 nos Estados Unidos. "Jaleo", uma palavra espanhola com várias definições, mas que significa basicamente "bater palmas" ou melhor, gritar palavras de emoção como "¡olé!" e "¡eso!" geralmente durante apresentações de flamenco e merengue. A canção alcançou o número um na Billboard Hot Latin Song e o número dois na Latin Pop Songs. Ele também entrou nas paradas na Bélgica, Alemanha, França, Noruega, Suécia e Japão com o single alcançando as 10 primeiras posições na Espanha (# 1 por quatro semanas), Itália e Suécia e as 30 entradas no Top 30 na Dinamarca, Holanda e Suíça.
"Asignatura Pendiente" foi lançada como terceiro single em 12 de agosto de 2003. A música foi escrita por Ricardo Arjona e produzida por Tommy Torres, é sobre as vivências de um artista, seja ela qual for, não só de Ricky Martin. Ricky Martin a canta referindo-se ao seu início com o famoso grupo Menudo, como o sucesso influenciou sua vida e a saudade que sente longe de sua terra natal, Porto Rico, o que também se aplica a Ricardo Arjona, devido a sua ex-mulher e grandes amigos da ilha. Em "Asignatura Pendiente" a falta de amor, o sacrifício e as recompensas vividas são evidenciadas. A canção alcançou o número cinco na Billboard Hot Latin Song e o número quatro na Latin Pop Songs.
"Juramento" foi o segundo single internacional e o quarto single do álbum. Foi lançado em 15 de setembro de 2003. A versão em espanglês se chama "Juramento (The Way to Love)". A canção alcançou o número onze na Espanha, o número quarenta e cinco na Itália, o número cinquenta e sete na Suíça e o número noventa e dois na Alemanha.
"Y Todo Queda en Nada" é o quinto single do álbum. Foi lançado como single promocional em 2 de dezembro de 2003 em territórios latinos. A música alcançou o primeiro lugar no Hot Latin Songs nos Estados Unidos e permaneceu no topo por uma semana. Chegou ao número nove no Billboard Bubbling Under Hot 100, também alcançou o número dois no Latin Pop Airplay e Tropical Songs. Em 2004, a música ficou com o número 4 da Billboard Top Latin Songs Year-End Chart. Em 26 de fevereiro, em Miami, Martin cantou "Y todo Queda en Nada" junto com "Jaleo" no Premio Lo Nuestro.

## Recepção crítica
As resenhas da crítica especializada em música foram mistas. John Bush do site AllMusic o avaliou com duas estrelas e meia de cinco e escreveu que "Sem nada aqui [no álbum] tão contagioso quanto seu sucesso americano, [o] Ricky Martin [de 1999], [esse álbum] provavelmente não satisfará seus fãs que quiserem escutar algo parecido".

### Prêmios e nomeações
| Year | Ceremony                     | Award                             | Result   |
| ---- | ---------------------------- | --------------------------------- | -------- |
| 2003 | Premios Tu Música            | Best Ballad Album                 | Venceu   |
| 2003 | American Music Awards        | Favorite Latin Artist             | Venceu   |
| 2004 | Premio Lo Nuestro            | Pop Album of the Year             | Indicado |
| 2004 | Billboard Latin Music Awards | Latin Pop Album of the Year, Male | Venceu   |
| 2004 | Latin Grammy Awards          | Best Male Pop Vocal Album         | Indicado |
| 2004 | Premios Juventud             | CD To Die For                     | Indicado |

## Desempenho comercial
Comercialmente, tornou-se mais um sucesso da carreira do cantor. Estreou em primeiro lugar no Top Latin Albums dos Estados Unidos e lá permaneceu por seis semanas. Também teve a maior estreia na Billboard 200 (# 12) de qualquer álbum em espanhol na era Nielsen SoundScan, vendendo mais de 65.000 cópias na primeira semana. Até 2011, a Nielsen Soundscan contabilizou 261.000 cópias nas lojas dos Estados Unidos a quais teve acesso.
Em relação aos certificados, a Recording Industry Association of America] (RIAA),  o certificou como quádruplo de platina (Latin) indicando vendas de 400.000 cópias nos EUA. Na Espanha e na Argentina ganhou disco de platina, e no México e na Suíça um disco de ouro. No total, as vendas do álbum superaram mais de um milhão de cópias em todo o mundo.

## Lista de faixas
- Créditos adaptados do site AllMusic.[12]

| N.º            | Título                            | Compositor(es)                                                                       | Duração |  |
| 1.             | "Jaleo"                           | Antonio Rayo · José Miguel Velásquez                                                 | 3:42    |  |
| 2.             | "Tal Vez"                         | Franco De Vita                                                                       | 4:40    |  |
| 3.             | "Jamás"                           | Emilio Estefan, Jr. · Nicolás Tovar · Alberto Gaitán · Ricardo Gaitán                | 3:09    |  |
| 4.             | "Si Tú Te Vas"                    | Juanes                                                                               | 4:22    |  |
| 5.             | "Nadie Más Que Tú"                | Daniel López · Tommy Torres · Ricky Martin · Raúl del Sol                            | 4:20    |  |
| 6.             | "Besos de Fuego"                  | Yasmil Marrufo · Juan Vicente Zambrano                                               | 4:25    |  |
| 7.             | "Asignatura Pendiente"            | Ricardo Arjona                                                                       | 3:57    |  |
| 8.             | "Juramento"                       | Jon Secada · George Noriega · Daniel López                                           | 3:33    |  |
| 9.             | "Y Todo Queda en Nada"            | Estéfano · Julio C. Reyes                                                            | 4:37    |  |
| 10.            | "Si Ya No Estás Aquí"             | Emilio Estefan, Jr. · Tony Mardini · Alberto Gaitán · Ricardo Gaitán · Nicolás Tovar | 3:05    |  |
| 11.            | "Raza de Mil Colores"             | Daniel López · Yasmil Marrufo · Juan Vicente Zambrano                                | 3:35    |  |
| 12.            | "Las Almas del Silencio"          | Alejandro Sanz                                                                       | 3:31    |  |
| 13.            | "Jaleo" (Spanglish) (Faixa bónus) | Antonio Rayo · José Miguel Velásquez · Jodi Marr                                     | 3:41    |  |
| Duração total: | Duração total:                    | Duração total:                                                                       | 50:23   |  |

## Tabelas
| Tabela musical (2003)                 | Melhor posição |
| ------------------------------------- | -------------- |
| Argentinian Albums (CAPIF)            | 1              |
| Austrália (ARIA)                      | 21             |
| Áustria (Ö3 Austria Top 40)           | 28             |
| Bélgica (Ultratop Flandres)           | 34             |
| Bélgica (Ultratop Valônia)            | 29             |
| Dominican Albums (Musicalia)          | 3              |
| Países Baixos (Dutch Charts)          | 28             |
| European Albums (Top 100)             | 16             |
| Finlândia (Suomen virallinen lista)   | 9              |
| França (SNEP)                         | 35             |
| Alemanha (Offizielle Deutsche Charts) | 17             |
| Greek Foreign Albums (IFPI)           | 1              |
| Hungria (MAHASZ)                      | 27             |
| Itália (FIMI)                         | 3              |
| Japanese Albums (Oricon)              | 59             |
| Polónia (ZPAV)                        | 14             |
| Noruega (VG-lista)                    | 6              |
| Portugal (AFP)                        | 4              |
| Spanish Albums (PROMUSICAE)           | 2              |
| Suécia (Sverigetopplistan)            | 17             |
| Suíça (Schweizer Hitparade)           | 2              |
| Estados Unidos (Billboard 200)        | 12             |
| Estados Unidos (Top Latin Albums)     | 1              |
| Estados Unidos (Latin Pop Albums)     | 1              |

| Tabela musical (2003)                            | Posição |
| ------------------------------------------------ | ------- |
| Norwegian End of School Period Albums (VG-lista) | 19      |
| Swiss Albums (Schweizer Hitparade)               | 40      |
| US Top Latin Albums (Billboard)                  | 2       |
| US Latin Pop Albums (Billboard)                  | 2       |

| Tabela musical (2000s)          | Posição |
| ------------------------------- | ------- |
| US Top Latin Albums (Billboard) | 50      |

## Certificações e vendas
| Região                                                                                             | Certificação | Vendas    |
| -------------------------------------------------------------------------------------------------- | ------------ | --------- |
| Argentina (CAPIF)                                                                                  | Platina      | 40,000^   |
| Espanha (PROMUSICAE)                                                                               | Platina      | 100,000^  |
| Estados Unidos (RIAA)                                                                              | 4× Platina   | 400,000^  |
| México (AMPROFON)                                                                                  | Platina      | 140,000   |
| Portugal (AFP)                                                                                     | Prata        | 10,000^   |
| Suíça (IFPI Suíça)                                                                                 | Ouro         | 25,000^   |
| Resumos                                                                                            |              |           |
| Mundo                                                                                              | —            | 1,000,000 |
| *números de vendas baseados somente na certificação ^distribuições baseadas apenas na certificação |              |           |